# I Love Youからはじめよう
「I Love Youからはじめよう」（アイラブユーからはじめよう）は、日本のロックバンドである安全地帯の楽曲。
1988年6月21日にKitty Recordsから18枚目のシングルとしてリリースされた。前作「月に濡れたふたり」（1988年）よりおよそ3か月ぶりにリリースされたシングルであり、作詞は松井五郎、作曲は玉置浩二、編曲は安全地帯および星勝、BAnaNAが担当している。前向きな歌詞による「シャウトが入るエネルギッシュなロックナンバー」であり、ライブでの定番曲となっている。
本作はカップリング曲の「Too Late Too Late」とともに6枚目のアルバム『安全地帯VI〜月に濡れたふたり』（1988年）からのリカットであり、また安全地帯初のベスト・アルバム『I Love Youからはじめよう -安全地帯BEST-』（1988年）のタイトルにも使用された。本作はメンバー全員が出演した太陽誘電のカセットテープ「That's」のコマーシャルソングとして使用され、CMのキャッチコピーは「この音が、僕らです。」となっていた。オリコンシングルチャートでは最高位14位となった。
37年ぶりの出演となったNHK総合音楽番組『第73回NHK紅白歌合戦』（2022年）において本作が演奏された。

## 音楽性と歌詞
ベスト・アルバム『ALL TIME BEST』（2017年）の楽曲解説では、前2作とは大きく異なる「シャウトが入るエネルギッシュなロックナンバー」であると表記されており、強力なサウンドと前向きな言葉による歌詞によってライブ演奏時に聴衆に一体感をもたらす楽曲であり、ライブの定番曲であるとも表記されている。また、ヒット曲が多数あることに満足せず、本作が収録されたアルバム『安全地帯VI〜月に濡れたふたり』（1988年）のように先鋭的なサウンドを制作する同バンドに対して、「バンドとしての攻めの姿勢を見せてくれている」と表記している。また、ベースの六土開正は当時別プロジェクトの仕事を抱えていたため、同アルバムの中で唯一ベース演奏を行ったのが本作であった。

## リリース、チャート成績
本作は1988年6月21日にKitty Recordsより、8センチCDとして5万枚限定でリリースされた。
本作はオリコンシングルチャートにおいて最高位14位、登場週数は9回で売り上げ枚数は4.3万枚となった。本作の売り上げ枚数は安全地帯のシングル売上ランキングにおいて18位となった。

## ライブ・パフォーマンス
1988年5月11日放送のフジテレビ系音楽番組『夜のヒットスタジオDELUXE』（1985年 - 1989年）に出演し本作を演奏したほか、6月17日放送のテレビ朝日系音楽番組『ミュージックステーション』（1986年 - ）に出演し本作を披露した。本作は音楽番組において複数回演奏されているが、コーラスとして松木美和子および鈴木智佳、蛎崎弘が参加していることもあり、また3名は当時のライブにおいてもコーラスとして参加していた。
その他、カップリング曲となった「Too Late Too Late」は、同年5月13日放送の『ミュージックステーション』において披露されている。同曲は元々レイ・チャールズへの提供曲として制作され、パナソニック「Technics」のコマーシャルソングとして使用されたほか、レコーディング時に玉置も同席している。
2022年12月31日放送のNHK総合音楽番組『第73回NHK紅白歌合戦』に安全地帯として37年ぶりに出演した際は、つい二週間前となる17日に死去した安全地帯のドラムス担当であった田中裕二に対する楽曲として冒頭に玉置のギター弾き語りによってソロ曲である「メロディー」の1番のみが演奏され
、続けて「かけがえのない愛と平和を願って」とのコメントの後に本作が披露された。

## メディアでの使用
| # | 曲名                         | タイアップ                                         | 出典       |
| - | ---------------------------- | -------------------------------------------------- | ---------- |
| 1 | 「I Love Youからはじめよう」 | 太陽誘電「That's」CMソング                         | [ 10 ]     |
| 1 | 「I Love Youからはじめよう」 | フジテレビ系ドラマ『並木通りの男』挿入歌           | [ 11 ]     |
| 1 | 「I Love Youからはじめよう」 | TBS系ドラマ『アイラブユーからはじめよう×××』挿入歌 | [ 12 ]     |
| 2 | 「Too Late Too Late」        | 太陽誘電「That's」CMソング                         | [ 要出典 ] |

## カバー

### 日本語バージョン
- 玉置浩二 - ライブでのセルフカバー、アルバム『T』（1995年）に収録。
- ティム・ハーデン・トリオ - アルバム『JAZZで聴く……ひとりぼっちのエール』（1993年）に収録。
- 内藤やす子 - アルバム『Songs II』（1988年）に収録。

### 中国語バージョン
- 李克勤（英語版） - 広東語バージョン、「夏日之神話」のタイトルでアルバム『夏日之神话』（1988年）に収録。
- パン・シエチン（潘協慶） - 北京語バージョン、「没有人的愛比我多」のタイトルでアルバム『你有沒有一個叫做寂寞的朋友』（1992年）に収録。
- 露雲娜（中国語版） - 広東語バージョン、アルバム『酒紅色的心』（2017年）に収録。

## シングル収録曲
| 全作詞: 松井五郎、全作曲: 玉置浩二、全編曲: 安全地帯、星勝、BAnaNA。 |                              |          |            |      |
| #                                                                    | タイトル                     | 作詞     | 作曲・編曲 | 時間 |
| 1.                                                                   | 「I Love Youからはじめよう」 | 松井五郎 | 玉置浩二   | 4:26 |
| 2.                                                                   | 「Too Late Too Late」        | 松井五郎 | 玉置浩二   | 4:07 |
| 合計時間:                                                            | 合計時間:                    | 8:33     |            |      |

## リリース履歴
| No. | 日付          | レーベル      | 規格      | 規格品番   | 最高順位 | 備考              |
| --- | ------------- | ------------- | --------- | ---------- | -------- | ----------------- |
| 1   | 1988年6月21日 | Kitty Records | 8センチCD | H10K-30010 | 14位     | 5万枚限定リリース |

## 収録アルバム
「I Love Youからはじめよう」
- 『安全地帯VI〜月に濡れたふたり』（1988年）
- 『I Love Youからはじめよう -安全地帯BEST-』（1988年）
- 『安全地帯 テーマソングス』（1995年）
- 『TREASURE COLLECTION』（1999年）
- 『安全地帯 COMPLETE BEST』（2005年）
- 『ALL TIME BEST』（2017年）
- 『THE BEST ALBUM 40th ANNIVERSARY 〜あの頃へ〜』（2022年）

「Too Late Too Late」
- 『安全地帯VI〜月に濡れたふたり』（1988年）
- 『安全地帯ベスト2 〜ひとりぼっちのエール〜』（1993年）
- 『安全地帯 テーマソングス』（1995年）
- 『Goro Matsui & Koji Tamaki Ballad Collection -Only You-』（2002年）